# آلکس بلک
آلکس بلک (انگلیسی: Alex Black؛ زادهٔ ۲۰ آوریل ۱۹۸۹) یک هنرپیشه اهل ایالات متحده آمریکا است. وی از سال ۱۹۹۶، میلادی تاکنون مشغول فعالیت بوده‌است.